# Metoprolol
Metoprolol är ett läkemedel av selektiv β1 receptor blockerare-typ som marknadsförs i Sverige bland annat under namnet Seloken. Det används för att behandla högt blodtryck, kärlkramp, och ett antal andra tillstånd med förhöjd hjärtfrekvens. Det används även för att förebygga ytterligare hjärtproblem efter hjärtinfarkt och för att förebygga migrän.
Det kommer i beredningar som kan tas både oralt och intravenöst. Ofta tas medicinen två gånger dagligen. Det finns även en utökad beredning som går att ta en gång dagligen. Metoprolol kan även kombineras med hydroklorothiazid i en och samma tablett.
Vanliga bieffekter är sömnproblem, trötthet, svimmingskänsla, och magbesvär. Stora doseringar kan orsaka svår förgiftning. Det är ännu inte helt känt vilka risker som finns vid behandling under graviditet. Det verkar finnas stöd för att det är riskfritt vid amning. Personer som har problem med levern eller personer som har astma bör använda medicinen med försiktighet. Medicinen bör inte avslutas abrupt, avtrappning är rekommenderat för att undvika hälsoproblem.
Metoprolol skapades först år 1969, och är på Världshälsoorganisationens lista över väsentliga mediciner, en lista över de viktigaste grundläggande medicinerna i hälsovård. Metoprolol finns även som generiskt läkemedel.

## Stereokemi
Metoprolol innehåller ett stereocenter och består av två enantiomerer. Detta är ett racemat, dvs en 1: 1-blandning av (R) - och (S) -formen:
| Enantiomerer av metoprolol | Enantiomerer av metoprolol |
| -------------------------- | -------------------------- |
| CAS-Nummer: 81024-43-3     | CAS-Nummer: 81024-42-2     |